# Перт (Онтарио)
Перт (англ. Perth) — город в канадской провинции Онтарио, округ Ланарк. Расположен на реке Тай, в 83 километрах (52 миль) к юго-западу от Оттавы.

## История
Город был основан как военное поселение в 1816 году, вскоре после Англо-американской войны. Поселение было названо Перт в честь исполняющего обязанности генерал-губернатора сэра Гордона Драммонда, чьей прародиной был Пертшир.
Многие из первых поселенцев были военными ветеранами из Франции, Германии, Польши, Италии, Шотландии и Ирландии, которым предлагали землю в качестве оплаты за их службу. Преподобный Уильям Белл, прибывший в Перт в июне 1817 года, отметил в своих дневниках, что поселение было более европейским, чем шотландским. Первые шотландские поселенцы прибыли в 1816 году. Многие из шотландских иммигрантов были каменщиками; их работы сохранились во многих зданиях района и в шлюзах канала Ридо.
До 1824 году в поселении продолжался военный режим, после чего поселенцам были предоставлены муниципальные права, то есть «право самоуправления». В течение многих лет Перт был военной, судебной, политической и социальной столицей не только графства Ланарк, но и всей долины Оттавы, на севере и западе, до тех пор, пока не был построен канал Ридо, и развитие лесной промышленности на север и запад вдоль Оттавы, наконец, не затмило город под названием «Байтаун» — нынешний город Оттава, столица Доминиона. Но в течение многих лет жители города Байтаун, пока он ещё был «Байтауном», должны были приезжать в Перт, чтобы добиться своих прав и справедливости, потому что там располагались суды всего большого района.

## Достопримечательности
Исторический центр современного Перта состоит из магазинов, кафе и ресторанов, ремесленных, антикварных и блошиных рынков. Большинство из них расположены в старинных каменных зданиях города. Музей Перта, расположенный в центре города в Мэтисон Хаус, представляет собой исторический дом, построенный в 1840 году и признанный Национальным историческим памятником Канады.
Построенная в 1863 году ратуша Перта выделяется как одно из самых впечатляющих муниципальных зданий в Восточном Онтарио. Двухэтажное строение с башней с часами куполообразной формы построено из белого или кремового камня (потсдамского песчаника). На протяжении многих лет в здании размещались почта, штаб-квартира полиции, изолятор и муниципальные офисы.
Центр города Перта находится на охраняемой территории.
В парке Стюарт, расположенном за ратушей, есть сады, мосты, пешеходные дорожки и места для пикников.
Интересной особенностью центра города является Хрустальный дворец, построенный из выброшенных остатков стеклянных уличных автобусных остановок, которые раньше находились на улице Ридо в соседней Оттаве. Эта структура расположена рядом с рекой Тай, и к ней можно добраться как по улицам Гор, так и по улицам Драммонд. Летом по субботам в нём размещаются фермерские и ремесленные рынки Перта, а в ноябре и декабре здесь много рождественских ёлок.